# Benedek János (politikus)
Kisbaczoni Benedek János (Nyírbalkány, 1863. január 6. – Budapest, Terézváros, 1926. március 23.) újságíró, költő, nemzetgyűlési képviselő.

## Életútja
Apja Benedek Sándor körjegyző volt, anyja Kovács Ágnes. Testvére Benedek Sándor, felesége Lamy Olga. A család a Székelyföldről Kisbaconból származott Szabolcs megyébe. Benedek János a gimnáziumot Hajdúböszörményben, Iglón és Debrecenben, a jogot a debreceni református jogakadémián és a Budapesti Tudományegyetemen végezte. Ezután ügyvéd és hírlapíró volt Debrecenben, majd 1899 és 1905 között a Debrecen című függetlenségi lap szerkesztője. Egy darabig az ezen lapnál dolgozó Ady Endre főnöke és barátja volt. 1901 és 1918 között Hajdúböszörmény függetlenségi párti országgyűlési képviselője (1907-ben a pártból kilépett, s 1909-es visszaléptekor és a Justh Gyula által vezetett szárnyhoz csatlakozott), majd 1920-tól egészen haláláig demokrata párti országgyűlési képviselő. 1918-ban nem támogatta gróf Károlyi Mihályt, a forradalmakat követően a Nemzeti Demokrata Párt egyik vezető személyisége lett, s annak jelöltjeként tagja volt mindkét Nemzetgyűlésnek (Budapest X. kerület, 1921–1922; Budapest I. kerület, 1922–1926). Munkatársa volt a Vasárnapi Újságnak, Egyetértésnek, valamint segédszerkesztője az Üstökös c. lapnak. 1912 és 1918 között a Budapesti Ügyvédi Kamara titkára. Halálát tüdőgyulladás okozta, a Fiumei úti sírkertben nyugszik.
Írt kisebb költeményeket és műfordításokat, melyek a következő lapokban jelentek meg: Debreczen-Nagyváradi Értesítő (1879-től), Bolond Istók (1879–80.), Magyarország és a Nagyvilág (1880. 1885.), Vasárnapi Ujság (1881. 1885–87.), Debreczen (1881-től), Debreczeni Ellenőr (1881-től), Ország-Világ (1885–86.), Család és Iskola (1889.) és más vidéki lapokban. Írt ezeken kívül rajzokat, elbeszéléseket és számos tárcacikkeket a nevezett lapokba. A Debrecen c. politikai lap belső dolgozótársa, melybe politikai költeményeket, vezér- és tárcacikkeket írt.
Hajdúböszörményben utcát, Balkányban pedig teret neveztek el róla.

## Művei
- Költemények (Budapest, 1886)
- Tábortüzek (Budapest, 1893)
- Petőfiről. Felolvasás. (Debrecen, 1899)